# Glyptoscapus vanettii
Glyptoscapus vanettii är en skalbaggsart som beskrevs av Martins 1959. Glyptoscapus vanettii ingår i släktet Glyptoscapus och familjen långhorningar. Inga underarter finns listade i Catalogue of Life.